# 俞憲
俞憲（1508年—1572年），字汝成，号是堂，别号嘿庵散人、忘言老人，直隸常州府無錫縣人，民籍，明朝政治人物。著有《皇明进士登科考》以及《盛明百家诗》。

## 生平
嘉靖十年（1531年）辛卯科應天府鄉試第六十三名舉人。嘉靖十七年（1538年）中式戊戌科會試第195名，二甲四十一名進士。初授刑部主事，降湖广布政司副理问，后升浙江绍兴府同知、江西按察司佥事、山东布政司参议、参政。俞宪所编纂的《盛明百家诗》是现存大型明诗总集中编刊年代最早的一种。

## 家族
曾祖俞公元；祖父俞廷俊；父俞暉，母楊氏。慈侍下。弟俞寰。從兄俞岳。從弟俞寅、官、寀、賓、寔、宣。